# Unió Democràtica i Social del Gabon
La Unió Democràtica i Social del Gabon (en francès: Union Démocratique et Sociale Gabonaise o UDSG) fou un partit polític gabonès d'ideologia socialdemòcrata. Des de la independència del país en 1960, fins a l'establiment del sistema unipartidista, en 1968, la UDSG va ser el principal partit opositor del país al governant, Bloc Democràtic Gabonés, de Léon M'Ba.

## Història
El partit de la UDSG va ser fundat per Jean-Hilaire Aubame el 9 de setembre de 1947, i va ser afiliat al Partit de Reagrupament Africà. En les eleccions de l'Assemblea Territorial de 1952 va guanyar 14 dels 24 escons. Va obtenir el mateix nombre d'escons en 1957, però ara el nombre d'escons de l'Assemblea quasi va doblegar-nem, establint-se amb 40 seients. Tot i que el UDSG va ser el partit més votat, una coalició liderada pel Bloc Democràtic Gabonés va sumar la majoria absoluta necessària per governar. Per a les eleccions generals posteriors a la independència, el partit es va unir al Bloc Democràtic Gabonés per formar una coalició anomenada "Unió Nacional", que va presentar a Léon M'Ba com a candidat únic a la presidència i va obtenir tots els escons.
El dia de les eleccions, 17 de febrer de 1964, es va perpetuar un cop d'estat contra el President Léon M'Ba, en gran part instigat per la seva intenció d'imposar un règim de partit únic sense tenir en compte a l'oposició. No obstant això, en última instància el cop va fracassar i M'Ba va reprendre el poder l'endemà. M'Ba va intentar utilitzar el cop com a excusa per implementar el seu model unipartidista, dissolent el Parlament i organitzant les eleccions legislatives de 1964 pel 12 d'abril. No obstant això, davant la insistència del govern francès, M'Ba en última instància va haver de tolerar que l'oposició participés en les eleccions. No obstant això, els líders de l'oposició més importants no van poder participar degut a la seva participació en el cop, i coneguts organitzadors anti-M'ba van ser deportats a llocs remots del país.
El govern francès va vigilar les eleccions, i diversos militars francesos encara presents al país van intimidar votants en suport a M'Ba. Malgrat el frau electoral, l'oposició va obtenir gairebé la meitat dels vots, guanyant 16 escons dels 47 que componien l'Assemblea Nacional, mentre que el BDG va guanyar 31 i va poder mantenir el seu govern. L'oposició va discutir els resultats i va organitzar una vaga general, que va ser durament reprimida. D'aquesta manera, després de la mort de M'Ba, el règim unipartidista va ser consolidat pel seu successor, Omar Bongo, el 12 de març de 1968.